# Papercuts (Singles Collection 2000–2023)
Papercuts (Singles Collection 2000–2023), ou simplesmente Papercuts, é um álbum de grandes sucessos da banda de rock americana Linkin Park. Foi lançado em 12 de abril de 2024, pela Warner Records, após a edição de 20º aniversário de Meteora (2023).
O álbum abrange os singles mais vendidos da banda de 2000 a 2023 e foi anunciado junto com o lançamento da música "Friendly Fire" em 23 de fevereiro de 2024, que aparece como faixa final e foi gravada durante as sessões de One More Light (2017). Papercuts também inclui o lançamento oficial da música "Qwerty", que apareceu pela primeira vez no álbum demo exclusivo do fã-clube da banda em 2006, LP Underground 6.0. Apresenta material de todos os álbuns de estúdio do Linkin Park, com exceção de The Hunting Party (2014).

## Lista de faixas
| Lista de faixas de Papercuts (Singles Collection 2000–2023) |                                                                          |                                                        |         |  |
| N.º                                                         | Título                                                                   | Álbum original                                         | Duração |  |
| 1.                                                          | "Crawling"                                                               | Hybrid Theory (2000)                                   | 3:29    |  |
| 2.                                                          | "Faint"                                                                  | Meteora (2003)                                         | 2:42    |  |
| 3.                                                          | "Numb/Encore" (mashup com Jay-Z) (Linkin Park, Shawn Carter, Kanye West) | Collision Course (2004)                                | 3:25    |  |
| 4.                                                          | "Papercut"                                                               | Hybrid Theory                                          | 3:05    |  |
| 5.                                                          | "Breaking the Habit"                                                     | Meteora                                                | 3:16    |  |
| 6.                                                          | "In the End"                                                             | Hybrid Theory                                          | 3:36    |  |
| 7.                                                          | "Bleed It Out"                                                           | Minutes to Midnight (2007)                             | 2:44    |  |
| 8.                                                          | "Somewhere I Belong"                                                     | Meteora                                                | 3:34    |  |
| 9.                                                          | "Waiting for the End"                                                    | A Thousand Suns (2010)                                 | 3:51    |  |
| 10.                                                         | "Castle of Glass"                                                        | Living Things (2012)                                   | 3:25    |  |
| 11.                                                         | "One More Light" (Shinoda, Francis Anthony White)                        | One More Light (2017)                                  | 4:15    |  |
| 12.                                                         | "Burn It Down"                                                           | Living Things                                          | 3:50    |  |
| 13.                                                         | "What I've Done"                                                         | Minutes to Midnight                                    | 3:25    |  |
| 14.                                                         | "Qwerty"                                                                 | LP Underground 6.0 (2006)                              | 3:22    |  |
| 15.                                                         | "One Step Closer"                                                        | Hybrid Theory                                          | 2:37    |  |
| 16.                                                         | "New Divide"                                                             | Transformers: Revenge of the Fallen – The Album (2009) | 4:29    |  |
| 17.                                                         | "Leave Out All the Rest"                                                 | Minutes to Midnight                                    | 3:29    |  |
| 18.                                                         | "Lost"                                                                   | Meteora20 (2023)                                       | 3:19    |  |
| 19.                                                         | "Numb"                                                                   | Meteora                                                | 3:07    |  |
| 20.                                                         | "Friendly Fire" (Delson, Jon Green, Shinoda)                             | Anteriormente inédita                                  | 2:56    |  |
| Duração total:                                              | Duração total:                                                           | Duração total:                                         | 67:57   |  |

## Paradas musicais
| País/Parada (2024)                             | Melhor posição |
| ---------------------------------------------- | -------------- |
| Austrália (ARIA)                               | 7              |
| Áustria (Ö3 Austria Top 40)                    | 3              |
| Bélgica (Ultratop Flandres)                    | 6              |
| Bélgica (Ultratop Valônia)                     | 3              |
| Canadá (Billboard)                             | 8              |
| Croácia (HDU)                                  | 7              |
| Países Baixos (Dutch Charts)                   | 13             |
| Finlândia (Suomen virallinen lista)            | 38             |
| França (SNEP)                                  | 2              |
| Alemanha (Offizielle Deutsche Charts)          | 2              |
| Hungria (MAHASZ)                               | 4              |
| Irlanda (Official Irish Albums)                | 16             |
| Itália (FIMI)                                  | 11             |
| Japão (Oricon)                                 | 16             |
| Japão (Oricon)                                 | 30             |
| Japão (Billboard Japan)                        | 11             |
| Japão (Oricon)                                 | 2              |
| Nova Zelândia (RMNZ)                           | 2              |
| Polónia (ZPAV)                                 | 14             |
| Escócia (Official Scottish Albums)             | 7              |
| Suécia (Sverigetopplistan)                     | 10             |
| Suíça (Schweizer Hitparade)                    | 5              |
| Reino Unido (Official Albums Chart)            | 4              |
| Reino Unido (UK Rock & Metal Albums)           | 3              |
| Estados Unidos (Billboard 200)                 | 6              |
| Estados Unidos (Top Hard Rock Albums)          | 1              |
| Estados Unidos (Top Rock & Alternative Albums) | 2              |

## Pessoal

### Linkin Park
- Chester Bennington: vocais
- Rob Bourdon: bateria, vocais de apoio
- Brad Delson: guitarra, vocais de apoio
- Phoenix: baixo, vocais de apoio
- Joe Hahn: toca-discos, samplers, programação, vocais de apoio
- Mike Shinoda: teclado, piano, guitarra, samplers, vocais de apoio, programação, rap (2, 4, 6, 7, 8, 9, 12, 14), vocais (10), vocais adicionais (1, 18, 19)

### Músicos adicionais
- Jay-Z: rap (3)
- Eg White: guitarra (11), piano (11)